# Arcangelo Tipaldi
Arcangelo Tipaldi (San Mauro Cilento, 1618 – L'Aquila, 18 marzo 1682) è stato un vescovo cattolico italiano.

## Biografia
Nato nel 1618 a San Mauro Cilento e facente parte dell'ordine dei frati minori osservanti, alla corte partenopea era confessore della moglie del viceré di Napoli Fernando Fajardo y Álvarez de Toledo; su sua spinta, Carlo II di Spagna lo propose come vescovo dell'Aquila e il 2 giugno 1681 fu nominato da papa Innocenzo XI. Venne consacrato il 24 giugno da Carlo Pio di Savoia iuniore, cardinale presbitero di San Crisogono, insieme a Antonio Graziani e Girolamo Passarelli come co-consacranti. Morì all'Aquila dopo pochi mesi, il 18 marzo 1682, e  suoi funerali furono svolti due giorni dopo in una cerimonia maestosa, al termine della quale venne tumulato nella cattedrale dei Santi Massimo e Giorgio.

## Genealogia episcopale
La genealogia episcopale è:
- Cardinale Guillaume d'Estouteville, O.S.B.Clun.
- Papa Sisto IV
- Papa Giulio II
- Cardinale Raffaele Riario
- Papa Leone X
- Papa Paolo III
- Cardinale Francesco Pisani
- Cardinale Alfonso Gesualdo
- Papa Clemente VIII
- Cardinale Pietro Aldobrandini
- Cardinale Laudivio Zacchia
- Cardinale Antonio Barberini, O.F.M.Cap.
- Cardinale Marcantonio Franciotti
- Cardinale Giambattista Spada
- Cardinale Carlo Pio di Savoia iuniore
- Vescovo Arcangelo Tipaldi